# Баньоло-ин-Пьяно
Баньоло-ин-Пьяно (итал. Bagnolo in Piano) —  коммуна в Италии, в провинции Реджо-нель-Эмилия области Эмилия-Романья.
Население составляет 8902 человека, плотность населения составляет 312 чел./км². Занимает площадь 26 км². Почтовый индекс — 42011. Телефонный код — 0522.
Покровителем населённого пункта считается святой Франциск из Паолы. Праздник ежегодно празднуется 2 апреля.